# Polen Rundt 2019
Polen Rundt 2019 var den 76. udgave af det polske landevejscykelløb. Løbet foregik i perioden 3. til 9. august 2019. Løbet var en del af UCI World Tour 2019. Den samlede vinder af løbet blev russiske Pavel Sivakov fra Team Ineos.
Den belgiske rytter Bjorg Lambrecht fra Lotto-Soudal omkom under løbet.

## Ryttere og hold
| UCI WorldTeams (18)- AG2R La Mondiale - Astana - Bahrain-Merida - Bora-hansgrohe - CCC Team - Deceuninck-Quick Step - Dimension Data - EF Education First - Groupama-FDJ - Team Jumbo-Visma - Lotto Soudal - Mitchelton-Scott - Movistar Team - Katusha-Alpecin - Ineos - Team Sunweb - Trek-Segafredo - UAE Team Emirates UCI Professionelle kontinentalthold (3)- Team Novo Nordisk - Cofidis, Solutions Crédits - Gazprom-RusVelo Landshold- Polen |
| |

### Danske ryttere
- Jonas Vingegaard kørte for Team Jumbo-Visma
- Asbjørn Kragh Andersen kørte for Team Sunweb
- Mads Pedersen kørte for Trek-Segafredo
- Jesper Hansen kørte for Cofidis

## Etaperne
| Etape    | Dato    | Start – Mål                               | type              | Afstand (km) | Etapevinder         | Førende rytter   |
| -------- | ------- | ----------------------------------------- | ----------------- | ------------ | ------------------- | ---------------- |
| 1. etape | 3. aug. | Kraków – Kraków                           | flad etape        | 132          | Pascal Ackermann    | Pascal Ackermann |
| 2. etape | 4. aug. | Tarnowskie Góry – Katowice                | flad etape        | 153          | Luka Mezgec         | Pascal Ackermann |
| 3. etape | 5. aug. | Stadion Śląski – Zabrze                   | flad etape        | 150,5        | Pascal Ackermann    | Pascal Ackermann |
| 4. etape | 6. aug. | Jaworzno – Kocierz (Beskid Mały)          | bjergetape        | 133,7        | aflysning af etapen | Pascal Ackermann |
| 5. etape | 7. aug. | Wieliczka saltmine – Bielsko-Biała        | middel bjergetape | 154          | Luka Mezgec         | Pascal Ackermann |
| 6. etape | 8. aug. | Zakopane – Kościelisko                    | bjergetape        | 160          | Jonas Vingegaard    | Jonas Vingegaard |
| 7. etape | 9. aug. | Bukowina Tatrzańska – Bukowina Tatrzańska | bjergetape        | 153          | Matej Mohorič       | Pavel Sivakov    |

### 1. etape
| \| Etaperesultat \| Etaperesultat \| Etaperesultat \| Etaperesultat \| Etaperesultat \| \| Rytter \| Rytter \| Hold \| Tid \| \| \| ------------- \| ---------------- \| --------------------- \| ------------- \| ------------- \| \| 1. \| Pascal Ackermann \| Bora-Hansgrohe \| 2t 57' 58" \| \| \| 2. \| Fernando Gaviria \| UAE Team Emirates \| + 0" \| \| \| 3. \| Fabio Jakobsen \| Deceuninck-Quick Step \| + 0" \| \| \| 4. \| Max Walscheid \| Team Sunweb \| + 0" \| \| \| 5. \| Danny van Poppel \| Team Jumbo-Visma \| + 0" \| \| \| 6. \| Jakub Mareczko \| CCC Team \| + 0" \| \| \| 7. \| Sacha Modolo \| EF Education First \| + 0" \| \| \| 8. \| Paweł Franczak \| Polen \| + 0" \| \| \| 9. \| John Degenkolb \| Trek-Segafredo \| + 0" \| \| \| 10. \| Luka Mezgec \| Mitchelton-Scott \| + 0" \| \| |                  |                       |            |
| |                  |                       |            |
| |                  |                       |            |
| Etaperesultat |                  |                       |            |
| Rytter | Rytter           | Hold                  | Tid        |
| 1. | Pascal Ackermann | Bora-Hansgrohe        | 2t 57' 58" |
| 2. | Fernando Gaviria | UAE Team Emirates     | + 0"       |
| 3. | Fabio Jakobsen   | Deceuninck-Quick Step | + 0"       |
| 4. | Max Walscheid    | Team Sunweb           | + 0"       |
| 5. | Danny van Poppel | Team Jumbo-Visma      | + 0"       |
| 6. | Jakub Mareczko   | CCC Team              | + 0"       |
| 7. | Sacha Modolo     | EF Education First    | + 0"       |
| 8. | Paweł Franczak   | Polen                 | + 0"       |
| 9. | John Degenkolb   | Trek-Segafredo        | + 0"       |
| 10. | Luka Mezgec      | Mitchelton-Scott      | + 0"       |

| \| Samlede stilling \| Samlede stilling \| Samlede stilling \| Samlede stilling \| Samlede stilling \| \| Rytter \| Rytter \| Hold \| Tid \| \| \| ---------------- \| ---------------- \| --------------------- \| ---------------- \| ---------------- \| \| 1. \| Pascal Ackermann \| Bora-Hansgrohe \| 2t 57' 48" \| \| \| 2. \| Jakub Kaczmarek \| Polen \| + 3" \| \| \| 3. \| Fernando Gaviria \| UAE Team Emirates \| + 4" \| \| \| 4. \| Charles Planet \| Team Novo Nordisk \| + 4" \| \| \| 5. \| Fabio Jakobsen \| Deceuninck-Quick Step \| + 6" \| \| \| 6. \| Adrian Kurek \| Polen \| + 7" \| \| \| 7. \| Matej Mohorič \| Bahrain-Merida \| + 9" \| \| \| 8. \| Quentin Jauregui \| AG2R La Mondiale \| + 9" \| \| \| 9. \| Max Walscheid \| Team Sunweb \| + 10" \| \| \| 10. \| Danny van Poppel \| Team Jumbo-Visma \| + 10" \| \| |                  |                       |            |
| |                  |                       |            |
| |                  |                       |            |
| Samlede stilling |                  |                       |            |
| Rytter | Rytter           | Hold                  | Tid        |
| 1. | Pascal Ackermann | Bora-Hansgrohe        | 2t 57' 48" |
| 2. | Jakub Kaczmarek  | Polen                 | + 3"       |
| 3. | Fernando Gaviria | UAE Team Emirates     | + 4"       |
| 4. | Charles Planet   | Team Novo Nordisk     | + 4"       |
| 5. | Fabio Jakobsen   | Deceuninck-Quick Step | + 6"       |
| 6. | Adrian Kurek     | Polen                 | + 7"       |
| 7. | Matej Mohorič    | Bahrain-Merida        | + 9"       |
| 8. | Quentin Jauregui | AG2R La Mondiale      | + 9"       |
| 9. | Max Walscheid    | Team Sunweb           | + 10"      |
| 10. | Danny van Poppel | Team Jumbo-Visma      | + 10"      |

### 2. etape
| \| Etaperesultat \| Etaperesultat \| Etaperesultat \| Etaperesultat \| Etaperesultat \| \| Rytter \| Rytter \| Hold \| Tid \| \| \| ------------- \| ----------------- \| ------------------ \| ------------- \| ------------- \| \| 1. \| Luka Mezgec \| Mitchelton-Scott \| 3t 32' 42" \| \| \| 2. \| Fernando Gaviria \| UAE Team Emirates \| + 0" \| \| \| 3. \| Pascal Ackermann \| Bora-Hansgrohe \| + 0" \| \| \| 4. \| Danny van Poppel \| Team Jumbo-Visma \| + 0" \| \| \| 5. \| Marc Sarreau \| Groupama-FDJ \| + 0" \| \| \| 6. \| Max Walscheid \| Team Sunweb \| + 0" \| \| \| 7. \| Sacha Modolo \| EF Education First \| + 0" \| \| \| 8. \| Clément Venturini \| AG2R La Mondiale \| + 0" \| \| \| 9. \| Matej Mohorič \| Bahrain-Merida \| + 0" \| \| \| 10. \| Enzo Wouters \| Lotto-Soudal \| + 0" \| \| |                   |                    |            |
| |                   |                    |            |
| |                   |                    |            |
| Etaperesultat |                   |                    |            |
| Rytter | Rytter            | Hold               | Tid        |
| 1. | Luka Mezgec       | Mitchelton-Scott   | 3t 32' 42" |
| 2. | Fernando Gaviria  | UAE Team Emirates  | + 0"       |
| 3. | Pascal Ackermann  | Bora-Hansgrohe     | + 0"       |
| 4. | Danny van Poppel  | Team Jumbo-Visma   | + 0"       |
| 5. | Marc Sarreau      | Groupama-FDJ       | + 0"       |
| 6. | Max Walscheid     | Team Sunweb        | + 0"       |
| 7. | Sacha Modolo      | EF Education First | + 0"       |
| 8. | Clément Venturini | AG2R La Mondiale   | + 0"       |
| 9. | Matej Mohorič     | Bahrain-Merida     | + 0"       |
| 10. | Enzo Wouters      | Lotto-Soudal       | + 0"       |

| \| Samlede stilling \| Samlede stilling \| Samlede stilling \| Samlede stilling \| Samlede stilling \| \| Rytter \| Rytter \| Hold \| Tid \| \| \| ---------------- \| ---------------- \| --------------------- \| ---------------- \| ---------------- \| \| 1. \| Pascal Ackermann \| Bora-Hansgrohe \| 6t 30' 26" \| \| \| 2. \| Charles Planet \| Team Novo Nordisk \| + 1" \| \| \| 3. \| Fernando Gaviria \| UAE Team Emirates \| + 2" \| \| \| 4. \| Luka Mezgec \| Mitchelton-Scott \| + 4" \| \| \| 5. \| Paweł Franczak \| Polen \| + 6" \| \| \| 6. \| Jakub Kaczmarek \| Polen \| + 7" \| \| \| 7. \| Fabio Jakobsen \| Deceuninck-Quick Step \| + 10" \| \| \| 8. \| Ben Swift \| Team Ineos \| + 12" \| \| \| 9. \| Quentin Jauregui \| AG2R La Mondiale \| + 12" \| \| \| 10. \| Matej Mohorič \| Bahrain-Merida \| + 13" \| \| |                  |                       |            |
| |                  |                       |            |
| |                  |                       |            |
| Samlede stilling |                  |                       |            |
| Rytter | Rytter           | Hold                  | Tid        |
| 1. | Pascal Ackermann | Bora-Hansgrohe        | 6t 30' 26" |
| 2. | Charles Planet   | Team Novo Nordisk     | + 1"       |
| 3. | Fernando Gaviria | UAE Team Emirates     | + 2"       |
| 4. | Luka Mezgec      | Mitchelton-Scott      | + 4"       |
| 5. | Paweł Franczak   | Polen                 | + 6"       |
| 6. | Jakub Kaczmarek  | Polen                 | + 7"       |
| 7. | Fabio Jakobsen   | Deceuninck-Quick Step | + 10"      |
| 8. | Ben Swift        | Team Ineos            | + 12"      |
| 9. | Quentin Jauregui | AG2R La Mondiale      | + 12"      |
| 10. | Matej Mohorič    | Bahrain-Merida        | + 13"      |

### 3. etape
| \| Etaperesultat \| Etaperesultat \| Etaperesultat \| Etaperesultat \| Etaperesultat \| \| Rytter \| Rytter \| Hold \| Tid \| \| \| ------------- \| ---------------- \| ----------------- \| ------------- \| ------------- \| \| 1. \| Pascal Ackermann \| Bora-Hansgrohe \| 3t 29' 41" \| \| \| 2. \| Danny van Poppel \| Team Jumbo-Visma \| + 0" \| \| \| 3. \| Mads Pedersen \| Trek-Segafredo \| + 0" \| \| \| 4. \| John Degenkolb \| Trek-Segafredo \| + 0" \| \| \| 5. \| Max Walscheid \| Team Sunweb \| + 0" \| \| \| 6. \| Mark Cavendish \| Dimension Data \| + 0" \| \| \| 7. \| Marc Sarreau \| Groupama-FDJ \| + 0" \| \| \| 8. \| Andrea Peron \| Team Novo Nordisk \| + 0" \| \| \| 9. \| Fernando Gaviria \| UAE Team Emirates \| + 0" \| \| \| 10. \| Matej Mohorič \| Bahrain-Merida \| + 0" \| \| |                  |                   |            |
| |                  |                   |            |
| |                  |                   |            |
| Etaperesultat |                  |                   |            |
| Rytter | Rytter           | Hold              | Tid        |
| 1. | Pascal Ackermann | Bora-Hansgrohe    | 3t 29' 41" |
| 2. | Danny van Poppel | Team Jumbo-Visma  | + 0"       |
| 3. | Mads Pedersen    | Trek-Segafredo    | + 0"       |
| 4. | John Degenkolb   | Trek-Segafredo    | + 0"       |
| 5. | Max Walscheid    | Team Sunweb       | + 0"       |
| 6. | Mark Cavendish   | Dimension Data    | + 0"       |
| 7. | Marc Sarreau     | Groupama-FDJ      | + 0"       |
| 8. | Andrea Peron     | Team Novo Nordisk | + 0"       |
| 9. | Fernando Gaviria | UAE Team Emirates | + 0"       |
| 10. | Matej Mohorič    | Bahrain-Merida    | + 0"       |

| \| Samlede stilling \| Samlede stilling \| Samlede stilling \| Samlede stilling \| Samlede stilling \| \| Rytter \| Rytter \| Hold \| Tid \| \| \| ---------------- \| ---------------- \| --------------------- \| ---------------- \| ---------------- \| \| 1. \| Pascal Ackermann \| Bora-Hansgrohe \| 9t 59' 57" \| \| \| 2. \| Fernando Gaviria \| UAE Team Emirates \| + 12" \| \| \| 3. \| Luka Mezgec \| Mitchelton-Scott \| + 14" \| \| \| 4. \| Paweł Franczak \| Polen \| + 16" \| \| \| 5. \| Jakub Kaczmarek \| Polen \| + 17" \| \| \| 6. \| Danny van Poppel \| Team Jumbo-Visma \| + 18" \| \| \| 7. \| Fabio Jakobsen \| Deceuninck-Quick Step \| + 20" \| \| \| 8. \| Ben Swift \| Team Ineos \| + 22" \| \| \| 9. \| Quentin Jauregui \| AG2R La Mondiale \| + 22" \| \| \| 10. \| Matej Mohorič \| Bahrain-Merida \| + 23" \| \| |                  |                       |            |
| |                  |                       |            |
| |                  |                       |            |
| Samlede stilling |                  |                       |            |
| Rytter | Rytter           | Hold                  | Tid        |
| 1. | Pascal Ackermann | Bora-Hansgrohe        | 9t 59' 57" |
| 2. | Fernando Gaviria | UAE Team Emirates     | + 12"      |
| 3. | Luka Mezgec      | Mitchelton-Scott      | + 14"      |
| 4. | Paweł Franczak   | Polen                 | + 16"      |
| 5. | Jakub Kaczmarek  | Polen                 | + 17"      |
| 6. | Danny van Poppel | Team Jumbo-Visma      | + 18"      |
| 7. | Fabio Jakobsen   | Deceuninck-Quick Step | + 20"      |
| 8. | Ben Swift        | Team Ineos            | + 22"      |
| 9. | Quentin Jauregui | AG2R La Mondiale      | + 22"      |
| 10. | Matej Mohorič    | Bahrain-Merida        | + 23"      |

### 4. etape
Etapen blev kørt neutraliseret grundet dødsfaldet af Bjorg Lambrecht dagen forinden.

### 5. etape
| \| Etaperesultat \| Etaperesultat \| Etaperesultat \| Etaperesultat \| Etaperesultat \| \| Rytter \| Rytter \| Hold \| Tid \| \| \| ------------- \| ---------------- \| --------------------- \| ------------- \| ------------- \| \| 1. \| Luka Mezgec \| Mitchelton-Scott \| 3t 49' 55" \| \| \| 2. \| Eduard Prades \| Movistar Team \| + 0" \| \| \| 3. \| Ben Swift \| Team Ineos \| + 0" \| \| \| 4. \| Petr Vakoč \| Deceuninck-Quick Step \| + 0" \| \| \| 5. \| Pierre Latour \| AG2R La Mondiale \| + 0" \| \| \| 6. \| Rafał Majka \| Bora-Hansgrohe \| + 0" \| \| \| 7. \| Enrico Battaglin \| Katusha-Alpecin \| + 0" \| \| \| 8. \| Marc Sarreau \| Groupama-FDJ \| + 0" \| \| \| 9. \| Chris Hamilton \| Team Sunweb \| + 0" \| \| \| 10. \| Michael Gogl \| Trek-Segafredo \| + 0" \| \| |                  |                       |            |
| |                  |                       |            |
| |                  |                       |            |
| Etaperesultat |                  |                       |            |
| Rytter | Rytter           | Hold                  | Tid        |
| 1. | Luka Mezgec      | Mitchelton-Scott      | 3t 49' 55" |
| 2. | Eduard Prades    | Movistar Team         | + 0"       |
| 3. | Ben Swift        | Team Ineos            | + 0"       |
| 4. | Petr Vakoč       | Deceuninck-Quick Step | + 0"       |
| 5. | Pierre Latour    | AG2R La Mondiale      | + 0"       |
| 6. | Rafał Majka      | Bora-Hansgrohe        | + 0"       |
| 7. | Enrico Battaglin | Katusha-Alpecin       | + 0"       |
| 8. | Marc Sarreau     | Groupama-FDJ          | + 0"       |
| 9. | Chris Hamilton   | Team Sunweb           | + 0"       |
| 10. | Michael Gogl     | Trek-Segafredo        | + 0"       |

| \| Samlede stilling \| Samlede stilling \| Samlede stilling \| Samlede stilling \| Samlede stilling \| \| Rytter \| Rytter \| Hold \| Tid \| \| \| ---------------- \| ----------------- \| ----------------- \| ---------------- \| ---------------- \| \| 1. \| Pascal Ackermann \| Bora-Hansgrohe \| 18t 06' 30" \| \| \| 2. \| Luka Mezgec \| Mitchelton-Scott \| + 4" \| \| \| 3. \| Ben Swift \| Team Ineos \| + 16" \| \| \| 4. \| Eduard Prades \| Movistar Team \| + 18" \| \| \| 5. \| Matej Mohorič \| Bahrain-Merida \| + 20" \| \| \| 6. \| Quentin Jauregui \| AG2R La Mondiale \| + 22" \| \| \| 7. \| Pierre Latour \| AG2R La Mondiale \| + 23" \| \| \| 8. \| Marc Sarreau \| Groupama-FDJ \| + 24" \| \| \| 9. \| Clément Venturini \| AG2R La Mondiale \| + 24" \| \| \| 10. \| Diego Ulissi \| UAE Team Emirates \| + 24" \| \| |                   |                   |             |
| |                   |                   |             |
| |                   |                   |             |
| Samlede stilling |                   |                   |             |
| Rytter | Rytter            | Hold              | Tid         |
| 1. | Pascal Ackermann  | Bora-Hansgrohe    | 18t 06' 30" |
| 2. | Luka Mezgec       | Mitchelton-Scott  | + 4"        |
| 3. | Ben Swift         | Team Ineos        | + 16"       |
| 4. | Eduard Prades     | Movistar Team     | + 18"       |
| 5. | Matej Mohorič     | Bahrain-Merida    | + 20"       |
| 6. | Quentin Jauregui  | AG2R La Mondiale  | + 22"       |
| 7. | Pierre Latour     | AG2R La Mondiale  | + 23"       |
| 8. | Marc Sarreau      | Groupama-FDJ      | + 24"       |
| 9. | Clément Venturini | AG2R La Mondiale  | + 24"       |
| 10. | Diego Ulissi      | UAE Team Emirates | + 24"       |

### 6. etape
| \| Etaperesultat \| Etaperesultat \| Etaperesultat \| Etaperesultat \| Etaperesultat \| \| Rytter \| Rytter \| Hold \| Tid \| \| \| ------------- \| ------------------ \| ------------------ \| ------------- \| ------------- \| \| 1. \| Jonas Vingegaard \| Team Jumbo-Visma \| 4t 07' 13" \| \| \| 2. \| Pavel Sivakov \| Team Ineos \| + 0" \| \| \| 3. \| Jai Hindley \| Team Sunweb \| + 0" \| \| \| 4. \| Sergio Higuita \| EF Education First \| + 8" \| \| \| 5. \| Rafał Majka \| Bora-Hansgrohe \| + 10" \| \| \| 6. \| Pierre Latour \| AG2R La Mondiale \| + 10" \| \| \| 7. \| Davide Formolo \| Bora-Hansgrohe \| + 10" \| \| \| 8. \| Tao Geoghegan Hart \| Team Ineos \| + 10" \| \| \| 9. \| Chris Hamilton \| Team Sunweb \| + 10" \| \| \| 10. \| Diego Ulissi \| UAE Team Emirates \| + 10" \| \| |                    |                    |            |
| |                    |                    |            |
| |                    |                    |            |
| Etaperesultat |                    |                    |            |
| Rytter | Rytter             | Hold               | Tid        |
| 1. | Jonas Vingegaard   | Team Jumbo-Visma   | 4t 07' 13" |
| 2. | Pavel Sivakov      | Team Ineos         | + 0"       |
| 3. | Jai Hindley        | Team Sunweb        | + 0"       |
| 4. | Sergio Higuita     | EF Education First | + 8"       |
| 5. | Rafał Majka        | Bora-Hansgrohe     | + 10"      |
| 6. | Pierre Latour      | AG2R La Mondiale   | + 10"      |
| 7. | Davide Formolo     | Bora-Hansgrohe     | + 10"      |
| 8. | Tao Geoghegan Hart | Team Ineos         | + 10"      |
| 9. | Chris Hamilton     | Team Sunweb        | + 10"      |
| 10. | Diego Ulissi       | UAE Team Emirates  | + 10"      |

| \| Samlede stilling \| Samlede stilling \| Samlede stilling \| Samlede stilling \| Samlede stilling \| \| Rytter \| Rytter \| Hold \| Tid \| \| \| ---------------- \| ---------------- \| --------------------- \| ---------------- \| ---------------- \| \| 1. \| Jonas Vingegaard \| Team Jumbo-Visma \| 22t 13' 57" \| \| \| 2. \| Pavel Sivakov \| Team Ineos \| + 4" \| \| \| 3. \| Jai Hindley \| Team Sunweb \| + 6" \| \| \| 4. \| Diego Ulissi \| UAE Team Emirates \| + 17" \| \| \| 5. \| Sergio Higuita \| EF Education First \| + 18" \| \| \| 6. \| Pierre Latour \| AG2R La Mondiale \| + 19" \| \| \| 7. \| Davide Formolo \| Bora-Hansgrohe \| + 20" \| \| \| 8. \| Chris Hamilton \| Team Sunweb \| + 20" \| \| \| 9. \| Rafał Majka \| Bora-Hansgrohe \| + 20" \| \| \| 10. \| James Knox \| Deceuninck-Quick Step \| + 20" \| \| |                  |                       |             |
| |                  |                       |             |
| |                  |                       |             |
| Samlede stilling |                  |                       |             |
| Rytter | Rytter           | Hold                  | Tid         |
| 1. | Jonas Vingegaard | Team Jumbo-Visma      | 22t 13' 57" |
| 2. | Pavel Sivakov    | Team Ineos            | + 4"        |
| 3. | Jai Hindley      | Team Sunweb           | + 6"        |
| 4. | Diego Ulissi     | UAE Team Emirates     | + 17"       |
| 5. | Sergio Higuita   | EF Education First    | + 18"       |
| 6. | Pierre Latour    | AG2R La Mondiale      | + 19"       |
| 7. | Davide Formolo   | Bora-Hansgrohe        | + 20"       |
| 8. | Chris Hamilton   | Team Sunweb           | + 20"       |
| 9. | Rafał Majka      | Bora-Hansgrohe        | + 20"       |
| 10. | James Knox       | Deceuninck-Quick Step | + 20"       |

### 7. etape
| \| Etaperesultat \| Etaperesultat \| Etaperesultat \| Etaperesultat \| Etaperesultat \| \| Rytter \| Rytter \| Hold \| Tid \| \| \| ------------- \| ------------------ \| ------------------ \| ------------- \| ------------- \| \| 1. \| Matej Mohorič \| Bahrain-Merida \| 4t 04' 42" \| \| \| 2. \| Neilson Powless \| Team Jumbo-Visma \| + 55" \| \| \| 3. \| Gianluca Brambilla \| Trek-Segafredo \| + 1' 07" \| \| \| 4. \| Tsgabu Grmay \| Mitchelton-Scott \| + 1' 19" \| \| \| 5. \| Paweł Poljański \| Bora-Hansgrohe \| + 1' 32" \| \| \| 6. \| Daniel Navarro \| Katusha-Alpecin \| + 1' 57" \| \| \| 7. \| Kilian Frankiny \| Groupama-FDJ \| + 1' 57" \| \| \| 8. \| Pierre Latour \| AG2R La Mondiale \| + 2' 15" \| \| \| 9. \| Sergio Higuita \| EF Education First \| + 2' 15" \| \| \| 10. \| Diego Ulissi \| UAE Team Emirates \| + 2' 15" \| \| |                    |                    |            |
| |                    |                    |            |
| |                    |                    |            |
| Etaperesultat |                    |                    |            |
| Rytter | Rytter             | Hold               | Tid        |
| 1. | Matej Mohorič      | Bahrain-Merida     | 4t 04' 42" |
| 2. | Neilson Powless    | Team Jumbo-Visma   | + 55"      |
| 3. | Gianluca Brambilla | Trek-Segafredo     | + 1' 07"   |
| 4. | Tsgabu Grmay       | Mitchelton-Scott   | + 1' 19"   |
| 5. | Paweł Poljański    | Bora-Hansgrohe     | + 1' 32"   |
| 6. | Daniel Navarro     | Katusha-Alpecin    | + 1' 57"   |
| 7. | Kilian Frankiny    | Groupama-FDJ       | + 1' 57"   |
| 8. | Pierre Latour      | AG2R La Mondiale   | + 2' 15"   |
| 9. | Sergio Higuita     | EF Education First | + 2' 15"   |
| 10. | Diego Ulissi       | UAE Team Emirates  | + 2' 15"   |

## Resultater
| \| Samlede stilling \| Samlede stilling \| Samlede stilling \| Samlede stilling \| Samlede stilling \| \| Rytter \| Rytter \| Hold \| Tid \| \| \| ---------------- \| ------------------ \| --------------------- \| ---------------- \| ---------------- \| \| 1. \| Pavel Sivakov \| Team Ineos \| 26t 20' 58" \| \| \| 2. \| Jai Hindley \| Team Sunweb \| + 2" \| \| \| 3. \| Diego Ulissi \| UAE Team Emirates \| + 12" \| \| \| 4. \| Sergio Higuita \| EF Education First \| + 14" \| \| \| 5. \| Tao Geoghegan Hart \| Team Ineos \| + 14" \| \| \| 6. \| Pierre Latour \| AG2R La Mondiale \| + 15" \| \| \| 7. \| Davide Formolo \| Bora-Hansgrohe \| + 16" \| \| \| 8. \| Chris Hamilton \| Team Sunweb \| + 16" \| \| \| 9. \| Rafał Majka \| Bora-Hansgrohe \| + 16" \| \| \| 10. \| James Knox \| Deceuninck-Quick Step \| + 16" \| \| |                    |                       |             |
| |                    |                       |             |
| Kilde: ProCyclingStats |                    |                       |             |
| Samlede stilling |                    |                       |             |
| Rytter | Rytter             | Hold                  | Tid         |
| 1. | Pavel Sivakov      | Team Ineos            | 26t 20' 58" |
| 2. | Jai Hindley        | Team Sunweb           | + 2"        |
| 3. | Diego Ulissi       | UAE Team Emirates     | + 12"       |
| 4. | Sergio Higuita     | EF Education First    | + 14"       |
| 5. | Tao Geoghegan Hart | Team Ineos            | + 14"       |
| 6. | Pierre Latour      | AG2R La Mondiale      | + 15"       |
| 7. | Davide Formolo     | Bora-Hansgrohe        | + 16"       |
| 8. | Chris Hamilton     | Team Sunweb           | + 16"       |
| 9. | Rafał Majka        | Bora-Hansgrohe        | + 16"       |
| 10. | James Knox         | Deceuninck-Quick Step | + 16"       |

| Samlede stilling | Samlede stilling   | Samlede stilling      | Samlede stilling | Samlede stilling |
| Rytter           | Rytter             | Hold                  | Tid              |                  |
| ---------------- | ------------------ | --------------------- | ---------------- | ---------------- |
| 1.               | Pavel Sivakov      | Team Ineos            | 26t 20' 58"      |                  |
| 2.               | Jai Hindley        | Team Sunweb           | + 2"             |                  |
| 3.               | Diego Ulissi       | UAE Team Emirates     | + 12"            |                  |
| 4.               | Sergio Higuita     | EF Education First    | + 14"            |                  |
| 5.               | Tao Geoghegan Hart | Team Ineos            | + 14"            |                  |
| 6.               | Pierre Latour      | AG2R La Mondiale      | + 15"            |                  |
| 7.               | Davide Formolo     | Bora-Hansgrohe        | + 16"            |                  |
| 8.               | Chris Hamilton     | Team Sunweb           | + 16"            |                  |
| 9.               | Rafał Majka        | Bora-Hansgrohe        | + 16"            |                  |
| 10.              | James Knox         | Deceuninck-Quick Step | + 16"            |                  |

| Sprintkonkurrence | Sprintkonkurrence | Sprintkonkurrence  | Sprintkonkurrence | Sprintkonkurrence |
| Rytter            | Rytter            | Hold               | Point             |                   |
| ----------------- | ----------------- | ------------------ | ----------------- | ----------------- |
| 1.                | Marc Sarreau      | Groupama-FDJ       | 53 point          |                   |
| 2.                | Fernando Gaviria  | UAE Team Emirates  | 50 point          |                   |
| 3.                | Pierre Latour     | AG2R La Mondiale   | 44 point          |                   |
| 4.                | Matej Mohorič     | Bahrain-Merida     | 43 point          |                   |
| 5.                | John Degenkolb    | Trek-Segafredo     | 39 point          |                   |
| 6.                | Rafał Majka       | Bora-Hansgrohe     | 38 point          |                   |
| 7.                | Diego Ulissi      | UAE Team Emirates  | 36 point          |                   |
| 8.                | Clément Venturini | AG2R La Mondiale   | 34 point          |                   |
| 9.                | Davide Formolo    | Bora-Hansgrohe     | 32 point          |                   |
| 10.               | Sergio Higuita    | EF Education First | 29 point          |                   |

| Sprintkonkurrence | Sprintkonkurrence | Sprintkonkurrence  | Sprintkonkurrence | Sprintkonkurrence |
| Rytter            | Rytter            | Hold               | Point             |                   |
| ----------------- | ----------------- | ------------------ | ----------------- | ----------------- |
| 1.                | Marc Sarreau      | Groupama-FDJ       | 53 point          |                   |
| 2.                | Fernando Gaviria  | UAE Team Emirates  | 50 point          |                   |
| 3.                | Pierre Latour     | AG2R La Mondiale   | 44 point          |                   |
| 4.                | Matej Mohorič     | Bahrain-Merida     | 43 point          |                   |
| 5.                | John Degenkolb    | Trek-Segafredo     | 39 point          |                   |
| 6.                | Rafał Majka       | Bora-Hansgrohe     | 38 point          |                   |
| 7.                | Diego Ulissi      | UAE Team Emirates  | 36 point          |                   |
| 8.                | Clément Venturini | AG2R La Mondiale   | 34 point          |                   |
| 9.                | Davide Formolo    | Bora-Hansgrohe     | 32 point          |                   |
| 10.               | Sergio Higuita    | EF Education First | 29 point          |                   |

| Bjergkonkurrence | Bjergkonkurrence   | Bjergkonkurrence | Bjergkonkurrence | Bjergkonkurrence |
| Rytter           | Rytter             | Hold             | Point            |                  |
| ---------------- | ------------------ | ---------------- | ---------------- | ---------------- |
| 1.               | Simon Geschke      | CCC Team         | 60 point         |                  |
| 2.               | Tomasz Marczyński  | Lotto-Soudal     | 57 point         |                  |
| 3.               | Matej Mohorič      | Bahrain-Merida   | 35 point         |                  |
| 4.               | Carl Fredrik Hagen | Lotto-Soudal     | 31 point         |                  |
| 5.               | Geoffrey Bouchard  | AG2R La Mondiale | 22 point         |                  |
| 6.               | Merhawi Kudus      | Astana           | 14 point         |                  |
| 7.               | Jonas Vingegaard   | Team Jumbo-Visma | 14 point         |                  |
| 8.               | Davide Formolo     | Bora-Hansgrohe   | 12 point         |                  |
| 9.               | Jai Hindley        | Team Sunweb      | 10 point         |                  |
| 10.              | Matteo Fabbro      | Katusha-Alpecin  | 10 point         |                  |

| Bjergkonkurrence | Bjergkonkurrence   | Bjergkonkurrence | Bjergkonkurrence | Bjergkonkurrence |
| Rytter           | Rytter             | Hold             | Point            |                  |
| ---------------- | ------------------ | ---------------- | ---------------- | ---------------- |
| 1.               | Simon Geschke      | CCC Team         | 60 point         |                  |
| 2.               | Tomasz Marczyński  | Lotto-Soudal     | 57 point         |                  |
| 3.               | Matej Mohorič      | Bahrain-Merida   | 35 point         |                  |
| 4.               | Carl Fredrik Hagen | Lotto-Soudal     | 31 point         |                  |
| 5.               | Geoffrey Bouchard  | AG2R La Mondiale | 22 point         |                  |
| 6.               | Merhawi Kudus      | Astana           | 14 point         |                  |
| 7.               | Jonas Vingegaard   | Team Jumbo-Visma | 14 point         |                  |
| 8.               | Davide Formolo     | Bora-Hansgrohe   | 12 point         |                  |
| 9.               | Jai Hindley        | Team Sunweb      | 10 point         |                  |
| 10.              | Matteo Fabbro      | Katusha-Alpecin  | 10 point         |                  |

| Holdkonkurrence | Holdkonkurrence    | Holdkonkurrence | Holdkonkurrence |
| Hold            | Hold               | Tid             |                 |
| --------------- | ------------------ | --------------- | --------------- |
| 1.              | Ineos              | 79t 07' 11"     |                 |
| 2.              | Team Sunweb        | + 11"           |                 |
| 3.              | Mitchelton-Scott   | + 4' 09"        |                 |
| 4.              | Team Jumbo-Visma   | + 10' 59"       |                 |
| 5.              | Bora-hansgrohe     | + 11' 10"       |                 |
| 6.              | EF Education First | + 17' 16"       |                 |
| 7.              | Astana             | + 18' 24"       |                 |
| 8.              | AG2R La Mondiale   | + 26' 28"       |                 |
| 9.              | Bahrain-Merida     | + 26' 57"       |                 |
| 10.             | UAE Team Emirates  | + 30' 03"       |                 |

| Holdkonkurrence | Holdkonkurrence    | Holdkonkurrence | Holdkonkurrence |
| Hold            | Hold               | Tid             |                 |
| --------------- | ------------------ | --------------- | --------------- |
| 1.              | Ineos              | 79t 07' 11"     |                 |
| 2.              | Team Sunweb        | + 11"           |                 |
| 3.              | Mitchelton-Scott   | + 4' 09"        |                 |
| 4.              | Team Jumbo-Visma   | + 10' 59"       |                 |
| 5.              | Bora-hansgrohe     | + 11' 10"       |                 |
| 6.              | EF Education First | + 17' 16"       |                 |
| 7.              | Astana             | + 18' 24"       |                 |
| 8.              | AG2R La Mondiale   | + 26' 28"       |                 |
| 9.              | Bahrain-Merida     | + 26' 57"       |                 |
| 10.             | UAE Team Emirates  | + 30' 03"       |                 |

## Startliste
| Team Ineos INS | Team Ineos INS             | Team Ineos INS |
| -------------- | -------------------------- | -------------- |
| Nr.            | Rytter                     | Placering      |
| 1              | Owain Doull (GBR)          | 51.            |
| 2              | Tao Geoghegan Hart (GBR)   | 5.             |
| 3              | Michał Gołaś (POL)         | 67.            |
| 4              | Vasil Kiryjenka (BLR)      | 84.            |
| 5              | Salvatore Puccio (ITA)     | 57.            |
| 6              | Pavel Sivakov (RUS)        | 1.             |
| 7              | Ben Swift (GBR) (landevej) | 24.            |

| Deceuninck-Quick Step DQT | Deceuninck-Quick Step DQT       | Deceuninck-Quick Step DQT |
| ------------------------- | ------------------------------- | ------------------------- |
| Nr.                       | Rytter                          | Placering                 |
| 11                        | Rémi Cavagna (FRA)              | 82.                       |
| 12                        | Fabio Jakobsen (NED) (landevej) | DNF-7                     |
| 13                        | Bob Jungels (LUX) (landevej)    | 58.                       |
| 14                        | James Knox (GBR)                | 10.                       |
| 15                        | Fabio Sabatini (ITA)            | DNS-7                     |
| 16                        | Pieter Serry (BEL)              | 87.                       |
| 17                        | Petr Vakoč (CZE)                | 31.                       |

| Bora-Hansgrohe BOH | Bora-Hansgrohe BOH              | Bora-Hansgrohe BOH |
| ------------------ | ------------------------------- | ------------------ |
| Nr.                | Rytter                          | Placering          |
| 21                 | Pascal Ackermann (GER)          | DNF-6              |
| 22                 | Cesare Benedetti (ITA)          | 69.                |
| 23                 | Maciej Bodnar (POL)             | 109.               |
| 24                 | Davide Formolo (ITA) (landevej) | 7.                 |
| 25                 | Rafał Majka (POL)               | 9.                 |
| 26                 | Paweł Poljański (POL)           | 54.                |
| 27                 | Rüdiger Selig (GER)             | DNF-6              |

| Team Jumbo-Visma TJV | Team Jumbo-Visma TJV     | Team Jumbo-Visma TJV |
| -------------------- | ------------------------ | -------------------- |
| Nr.                  | Rytter                   | Placering            |
| 31                   | Lennard Hofstede (NED)   | 73.                  |
| 32                   | Robert Gesink (NED)      | 36.                  |
| 33                   | Neilson Powless (USA)    | 28.                  |
| 34                   | Antwan Tolhoek (NED)     | 13.                  |
| 35                   | Taco van der Hoorn (NED) | 103.                 |
| 36                   | Danny van Poppel (NED)   | DNF-7                |
| 37                   | Jonas Vingegaard (DEN)   | 26.                  |

| Astana AST | Astana AST               | Astana AST |
| ---------- | ------------------------ | ---------- |
| Nr.        | Rytter                   | Placering  |
| 41         | Dario Cataldo (ITA)      | 72.        |
| 42         | Rodrigo Contreras (COL)  | 76.        |
| 43         | Jan Hirt (CZE)           | 80.        |
| 44         | Jon Izagirre (ESP)       | 11.        |
| 45         | Merhawi Kudus (ERI)      | 23.        |
| 46         | Miguel Ángel López (COL) | 40.        |
| 47         | Nikita Stalnow (KAZ)     | 81.        |

| UAE Team Emirates UAD | UAE Team Emirates UAD  | UAE Team Emirates UAD |
| --------------------- | ---------------------- | --------------------- |
| Nr.                   | Rytter                 | Placering             |
| 51                    | Simone Consonni (ITA)  | DNF-7                 |
| 52                    | Valerio Conti (ITA)    | 49.                   |
| 53                    | Fernando Gaviria (COL) | 89.                   |
| 54                    | Manuele Mori (ITA)     | 79.                   |
| 55                    | Edward Ravasi (ITA)    | 53.                   |
| 56                    | Simone Petilli (ITA)   | 46.                   |
| 57                    | Diego Ulissi (ITA)     | 3.                    |

| Movistar Team MOV | Movistar Team MOV        | Movistar Team MOV |
| ----------------- | ------------------------ | ----------------- |
| Nr.               | Rytter                   | Placering         |
| 61                | Winner Anacona (COL)     | 48.               |
| 62                | Carlos Betancur (COL)    | 41.               |
| 63                | Rubén Fernández (ESP)    | 39.               |
| 64                | Eduard Prades (ESP)      | 34.               |
| 65                | José Joaquín Rojas (ESP) | 65.               |
| 66                | Eduardo Sepúlveda (ARG)  | 74.               |
| 67                | Rafael Valls (ESP)       | 38.               |

| Bahrain-Merida TBM | Bahrain-Merida TBM           | Bahrain-Merida TBM |
| ------------------ | ---------------------------- | ------------------ |
| Nr.                | Rytter                       | Placering          |
| 71                 | Chun Kai Feng (TPE)          | DNF-7              |
| 72                 | Matej Mohorič (SLO)          | 27.                |
| 73                 | Domen Novak (SLO) (landevej) | DNF-6              |
| 74                 | Hermann Pernsteiner (AUT)    | 44.                |
| 75                 | Luka Pibernik (SLO)          | 91.                |
| 76                 | Domenico Pozzovivo (ITA)     | 12.                |
| 77                 | Jan Tratnik (SLO)            | 96.                |

| Groupama-FDJ GFC | Groupama-FDJ GFC      | Groupama-FDJ GFC |
| ---------------- | --------------------- | ---------------- |
| Nr.              | Rytter                | Placering        |
| 81               | Bruno Armirail (FRA)  | 106.             |
| 82               | Mickaël Delage (FRA)  | DNF-7            |
| 83               | Kilian Frankiny (SUI) | 33.              |
| 84               | Marc Sarreau (FRA)    | 77.              |
| 85               | Romain Seigle (FRA)   | 43.              |
| 86               | Benjamin Thomas (FRA) | 90.              |
| 87               | Léo Vincent (FRA)     | DNF-5            |

| Team Sunweb SUN | Team Sunweb SUN              | Team Sunweb SUN |
| --------------- | ---------------------------- | --------------- |
| Nr.             | Rytter                       | Placering       |
| 91              | Asbjørn Kragh Andersen (DEN) | DNF-6           |
| 92              | Chris Hamilton (AUS)         | 8.              |
| 93              | Jai Hindley (AUS)            | 2.              |
| 94              | Robert Power (AUS)           | 95.             |
| 95              | Max Kanter (GER)             | DNF-6           |
| 96              | Michael Storer (AUS)         | 20.             |
| 97              | Max Walscheid (GER)          | DNF-7           |

| Mitchelton-Scott MTS | Mitchelton-Scott MTS      | Mitchelton-Scott MTS |
| -------------------- | ------------------------- | -------------------- |
| Nr.                  | Rytter                    | Placering            |
| 101                  | Sam Bewley (NZL)          | DNF-6                |
| 102                  | Alexander Edmondson (AUS) | 97.                  |
| 103                  | Tsgabu Grmay (ETH)        | 22.                  |
| 104                  | Damien Howson (AUS)       | 35.                  |
| 105                  | Luka Mezgec (SLO)         | DNF-6                |
| 106                  | Mikel Nieve (ESP)         | 16.                  |
| 107                  | Nick Schultz (AUS)        | 25.                  |

| EF Education First EF1 | EF Education First EF1    | EF Education First EF1 |
| ---------------------- | ------------------------- | ---------------------- |
| Nr.                    | Rytter                    | Placering              |
| 111                    | Sacha Modolo (ITA)        | DNF-6                  |
| 112                    | Nathan Brown (USA)        | 21.                    |
| 113                    | Sergio Higuita (COL)      | 4.                     |
| 114                    | Sean Bennett (USA)        | 98.                    |
| 115                    | Logan Owen (USA)          | DNF-7                  |
| 116                    | Julius van den Berg (NED) | 108.                   |
| 117                    | Luis Villalobos (MEX)     | 59.                    |

| Trek-Segafredo TFS | Trek-Segafredo TFS       | Trek-Segafredo TFS |
| ------------------ | ------------------------ | ------------------ |
| Nr.                | Rytter                   | Placering          |
| 121                | Fumiyuki Beppu (JPN)     | DNF-6              |
| 122                | Gianluca Brambilla (ITA) | 30.                |
| 123                | Nicola Conci (ITA)       | 17.                |
| 124                | John Degenkolb (GER)     | 94.                |
| 125                | Michael Gogl (AUT)       | 66.                |
| 126                | Mads Pedersen (DEN)      | DNF-7              |

| AG2R La Mondiale ALM | AG2R La Mondiale ALM    | AG2R La Mondiale ALM |
| -------------------- | ----------------------- | -------------------- |
| Nr.                  | Rytter                  | Placering            |
| 131                  | Geoffrey Bouchard (FRA) | 29.                  |
| 132                  | Clément Chevrier (FRA)  | 52.                  |
| 133                  | Silvan Dillier (SUI)    | DNF-7                |
| 134                  | Alexandre Geniez (FRA)  | DNF-6                |
| 135                  | Quentin Jauregui (FRA)  | 61.                  |
| 136                  | Pierre Latour (FRA)     | 6.                   |
| 137                  | Clément Venturini (FRA) | 64.                  |

| Lotto-Soudal LTS | Lotto-Soudal LTS         | Lotto-Soudal LTS |
| ---------------- | ------------------------ | ---------------- |
| Nr.              | Rytter                   | Placering        |
| 141              | Sander Armée (BEL)       | 47.              |
| 142              | Carl Fredrik Hagen (NOR) | 18.              |
| 143              | Bjorg Lambrecht (BEL)    | DNF-3            |
| 144              | Tomasz Marczyński (POL)  | 62.              |
| 145              | Harm Vanhoucke (BEL)     | 88.              |
| 146              | Jelle Wallays (BEL)      | DNF-6            |
| 147              | Enzo Wouters (BEL)       | DNF-6            |

| CCC Team CCC | CCC Team CCC         | CCC Team CCC |
| ------------ | -------------------- | ------------ |
| Nr.          | Rytter               | Placering    |
| 151          | Amaro Antunes (POR)  | 75.          |
| 152          | Simon Geschke (GER)  | 19.          |
| 153          | Kamil Gradek (POL)   | 85.          |
| 154          | Jakub Mareczko (ITA) | DNS-6        |
| 155          | Łukasz Owsian (POL)  | 42.          |
| 156          | Serge Pauwels (BEL)  | 63.          |
| 157          | Paweł Bernas (POL)   | 100.         |

| Katusha-Alpecin TKA | Katusha-Alpecin TKA    | Katusha-Alpecin TKA |
| ------------------- | ---------------------- | ------------------- |
| Nr.                 | Rytter                 | Placering           |
| 161                 | Enrico Battaglin (ITA) | 92.                 |
| 162                 | Matteo Fabbro (ITA)    | 14.                 |
| 163                 | Reto Hollenstein (SUI) | 102.                |
| 164                 | Pavel Kotjetkov (RUS)  | 55.                 |
| 165                 | Daniel Navarro (ESP)   | 32.                 |
| 166                 | Simon Špilak (SLO)     | DNF-6               |
| 167                 | Dmitrij Strakhov (RUS) | DNF-7               |

| Dimension Data TDD | Dimension Data TDD      | Dimension Data TDD |
| ------------------ | ----------------------- | ------------------ |
| Nr.                | Rytter                  | Placering          |
| 171                | Mark Cavendish (GBR)    | DNS-6              |
| 172                | Stefan de Bod (RSA)     | 86.                |
| 173                | Bernhard Eisel (AUT)    | DNF-6              |
| 174                | Enrico Gasparotto (ITA) | 37.                |
| 175                | Gino Mäder (SUI)        | DNS-5              |
| 176                | Ben O'Connor (AUS)      | 71.                |
| 177                | Jacobus Venter (RSA)    | 104.               |

| Polen POL | Polen POL        | Polen POL |
| --------- | ---------------- | --------- |
| Nr.       | Rytter           | Placering |
| 181       | Paweł Cieślik    | 83.       |
| 182       | Paweł Franczak   | DNF-7     |
| 183       | Jakub Kaczmarek  | DNF-7     |
| 184       | Adrian Kurek     | DNF-6     |
| 185       | Maciej Paterski  | 101.      |
| 186       | Szymon Rekita    | 50.       |
| 187       | Marek Rutkiewicz | 60.       |

| Cofidis, Solutions Crédits COF | Cofidis, Solutions Crédits COF | Cofidis, Solutions Crédits COF |
| ------------------------------ | ------------------------------ | ------------------------------ |
| Nr.                            | Rytter                         | Placering                      |
| 191                            | Darwin Atapuma (COL)           | DNF-7                          |
| 192                            | Nicolas Edet (FRA)             | 15.                            |
| 193                            | Filippo Fortin (ITA)           | DNF-1                          |
| 194                            | Jesper Hansen (DEN)            | DNF-7                          |
| 195                            | José Herrada (ESP)             | 70.                            |
| 196                            | Mathias Le Turnier (FRA)       | 68.                            |
| 197                            | Luis Ángel Maté (ESP)          | DNF-1                          |

| Gazprom-RusVelo GAZ | Gazprom-RusVelo GAZ               | Gazprom-RusVelo GAZ |
| ------------------- | --------------------------------- | ------------------- |
| Nr.                 | Rytter                            | Placering           |
| 201                 | Ildar Arslanov (RUS)              | DNF-6               |
| 202                 | Nikolaj Tjerkasov (RUS)           | 56.                 |
| 203                 | Ivan Rovnyj (RUS)                 | 45.                 |
| 204                 | Jevgenij Sjalunov (RUS)           | 93.                 |
| 205                 | Sergej Sjilov (RUS)               | DNF-6               |
| 206                 | Mamyr Stasj (RUS)                 | DNF-6               |
| 207                 | Aleksandr Vlasov (RUS) (landevej) | DNF-3               |

| Team Novo Nordisk TNN | Team Novo Nordisk TNN | Team Novo Nordisk TNN |
| --------------------- | --------------------- | --------------------- |
| Nr.                   | Rytter                | Placering             |
| 211                   | Sam Brand (GBR)       | 105.                  |
| 212                   | Joonas Henttala (FIN) | DNF-6                 |
| 213                   | Brian Kamstra (NED)   | DNF-6                 |
| 214                   | Péter Kusztor (HUN)   | 78.                   |
| 215                   | David Lozano (ESP)    | 99.                   |
| 216                   | Andrea Peron (ITA)    | 107.                  |
| 217                   | Charles Planet (FRA)  | 110.                  |

| Team Ineos INS | Team Ineos INS             | Team Ineos INS |
| -------------- | -------------------------- | -------------- |
| Nr.            | Rytter                     | Placering      |
| 1              | Owain Doull (GBR)          | 51.            |
| 2              | Tao Geoghegan Hart (GBR)   | 5.             |
| 3              | Michał Gołaś (POL)         | 67.            |
| 4              | Vasil Kiryjenka (BLR)      | 84.            |
| 5              | Salvatore Puccio (ITA)     | 57.            |
| 6              | Pavel Sivakov (RUS)        | 1.             |
| 7              | Ben Swift (GBR) (landevej) | 24.            |

| Deceuninck-Quick Step DQT | Deceuninck-Quick Step DQT       | Deceuninck-Quick Step DQT |
| ------------------------- | ------------------------------- | ------------------------- |
| Nr.                       | Rytter                          | Placering                 |
| 11                        | Rémi Cavagna (FRA)              | 82.                       |
| 12                        | Fabio Jakobsen (NED) (landevej) | DNF-7                     |
| 13                        | Bob Jungels (LUX) (landevej)    | 58.                       |
| 14                        | James Knox (GBR)                | 10.                       |
| 15                        | Fabio Sabatini (ITA)            | DNS-7                     |
| 16                        | Pieter Serry (BEL)              | 87.                       |
| 17                        | Petr Vakoč (CZE)                | 31.                       |

| Bora-Hansgrohe BOH | Bora-Hansgrohe BOH              | Bora-Hansgrohe BOH |
| ------------------ | ------------------------------- | ------------------ |
| Nr.                | Rytter                          | Placering          |
| 21                 | Pascal Ackermann (GER)          | DNF-6              |
| 22                 | Cesare Benedetti (ITA)          | 69.                |
| 23                 | Maciej Bodnar (POL)             | 109.               |
| 24                 | Davide Formolo (ITA) (landevej) | 7.                 |
| 25                 | Rafał Majka (POL)               | 9.                 |
| 26                 | Paweł Poljański (POL)           | 54.                |
| 27                 | Rüdiger Selig (GER)             | DNF-6              |

| Team Jumbo-Visma TJV | Team Jumbo-Visma TJV     | Team Jumbo-Visma TJV |
| -------------------- | ------------------------ | -------------------- |
| Nr.                  | Rytter                   | Placering            |
| 31                   | Lennard Hofstede (NED)   | 73.                  |
| 32                   | Robert Gesink (NED)      | 36.                  |
| 33                   | Neilson Powless (USA)    | 28.                  |
| 34                   | Antwan Tolhoek (NED)     | 13.                  |
| 35                   | Taco van der Hoorn (NED) | 103.                 |
| 36                   | Danny van Poppel (NED)   | DNF-7                |
| 37                   | Jonas Vingegaard (DEN)   | 26.                  |

| Astana AST | Astana AST               | Astana AST |
| ---------- | ------------------------ | ---------- |
| Nr.        | Rytter                   | Placering  |
| 41         | Dario Cataldo (ITA)      | 72.        |
| 42         | Rodrigo Contreras (COL)  | 76.        |
| 43         | Jan Hirt (CZE)           | 80.        |
| 44         | Jon Izagirre (ESP)       | 11.        |
| 45         | Merhawi Kudus (ERI)      | 23.        |
| 46         | Miguel Ángel López (COL) | 40.        |
| 47         | Nikita Stalnow (KAZ)     | 81.        |

| UAE Team Emirates UAD | UAE Team Emirates UAD  | UAE Team Emirates UAD |
| --------------------- | ---------------------- | --------------------- |
| Nr.                   | Rytter                 | Placering             |
| 51                    | Simone Consonni (ITA)  | DNF-7                 |
| 52                    | Valerio Conti (ITA)    | 49.                   |
| 53                    | Fernando Gaviria (COL) | 89.                   |
| 54                    | Manuele Mori (ITA)     | 79.                   |
| 55                    | Edward Ravasi (ITA)    | 53.                   |
| 56                    | Simone Petilli (ITA)   | 46.                   |
| 57                    | Diego Ulissi (ITA)     | 3.                    |

| Movistar Team MOV | Movistar Team MOV        | Movistar Team MOV |
| ----------------- | ------------------------ | ----------------- |
| Nr.               | Rytter                   | Placering         |
| 61                | Winner Anacona (COL)     | 48.               |
| 62                | Carlos Betancur (COL)    | 41.               |
| 63                | Rubén Fernández (ESP)    | 39.               |
| 64                | Eduard Prades (ESP)      | 34.               |
| 65                | José Joaquín Rojas (ESP) | 65.               |
| 66                | Eduardo Sepúlveda (ARG)  | 74.               |
| 67                | Rafael Valls (ESP)       | 38.               |

| Bahrain-Merida TBM | Bahrain-Merida TBM           | Bahrain-Merida TBM |
| ------------------ | ---------------------------- | ------------------ |
| Nr.                | Rytter                       | Placering          |
| 71                 | Chun Kai Feng (TPE)          | DNF-7              |
| 72                 | Matej Mohorič (SLO)          | 27.                |
| 73                 | Domen Novak (SLO) (landevej) | DNF-6              |
| 74                 | Hermann Pernsteiner (AUT)    | 44.                |
| 75                 | Luka Pibernik (SLO)          | 91.                |
| 76                 | Domenico Pozzovivo (ITA)     | 12.                |
| 77                 | Jan Tratnik (SLO)            | 96.                |

| Groupama-FDJ GFC | Groupama-FDJ GFC      | Groupama-FDJ GFC |
| ---------------- | --------------------- | ---------------- |
| Nr.              | Rytter                | Placering        |
| 81               | Bruno Armirail (FRA)  | 106.             |
| 82               | Mickaël Delage (FRA)  | DNF-7            |
| 83               | Kilian Frankiny (SUI) | 33.              |
| 84               | Marc Sarreau (FRA)    | 77.              |
| 85               | Romain Seigle (FRA)   | 43.              |
| 86               | Benjamin Thomas (FRA) | 90.              |
| 87               | Léo Vincent (FRA)     | DNF-5            |

| Team Sunweb SUN | Team Sunweb SUN              | Team Sunweb SUN |
| --------------- | ---------------------------- | --------------- |
| Nr.             | Rytter                       | Placering       |
| 91              | Asbjørn Kragh Andersen (DEN) | DNF-6           |
| 92              | Chris Hamilton (AUS)         | 8.              |
| 93              | Jai Hindley (AUS)            | 2.              |
| 94              | Robert Power (AUS)           | 95.             |
| 95              | Max Kanter (GER)             | DNF-6           |
| 96              | Michael Storer (AUS)         | 20.             |
| 97              | Max Walscheid (GER)          | DNF-7           |

| Mitchelton-Scott MTS | Mitchelton-Scott MTS      | Mitchelton-Scott MTS |
| -------------------- | ------------------------- | -------------------- |
| Nr.                  | Rytter                    | Placering            |
| 101                  | Sam Bewley (NZL)          | DNF-6                |
| 102                  | Alexander Edmondson (AUS) | 97.                  |
| 103                  | Tsgabu Grmay (ETH)        | 22.                  |
| 104                  | Damien Howson (AUS)       | 35.                  |
| 105                  | Luka Mezgec (SLO)         | DNF-6                |
| 106                  | Mikel Nieve (ESP)         | 16.                  |
| 107                  | Nick Schultz (AUS)        | 25.                  |

| EF Education First EF1 | EF Education First EF1    | EF Education First EF1 |
| ---------------------- | ------------------------- | ---------------------- |
| Nr.                    | Rytter                    | Placering              |
| 111                    | Sacha Modolo (ITA)        | DNF-6                  |
| 112                    | Nathan Brown (USA)        | 21.                    |
| 113                    | Sergio Higuita (COL)      | 4.                     |
| 114                    | Sean Bennett (USA)        | 98.                    |
| 115                    | Logan Owen (USA)          | DNF-7                  |
| 116                    | Julius van den Berg (NED) | 108.                   |
| 117                    | Luis Villalobos (MEX)     | 59.                    |

| Trek-Segafredo TFS | Trek-Segafredo TFS       | Trek-Segafredo TFS |
| ------------------ | ------------------------ | ------------------ |
| Nr.                | Rytter                   | Placering          |
| 121                | Fumiyuki Beppu (JPN)     | DNF-6              |
| 122                | Gianluca Brambilla (ITA) | 30.                |
| 123                | Nicola Conci (ITA)       | 17.                |
| 124                | John Degenkolb (GER)     | 94.                |
| 125                | Michael Gogl (AUT)       | 66.                |
| 126                | Mads Pedersen (DEN)      | DNF-7              |

| AG2R La Mondiale ALM | AG2R La Mondiale ALM    | AG2R La Mondiale ALM |
| -------------------- | ----------------------- | -------------------- |
| Nr.                  | Rytter                  | Placering            |
| 131                  | Geoffrey Bouchard (FRA) | 29.                  |
| 132                  | Clément Chevrier (FRA)  | 52.                  |
| 133                  | Silvan Dillier (SUI)    | DNF-7                |
| 134                  | Alexandre Geniez (FRA)  | DNF-6                |
| 135                  | Quentin Jauregui (FRA)  | 61.                  |
| 136                  | Pierre Latour (FRA)     | 6.                   |
| 137                  | Clément Venturini (FRA) | 64.                  |

| Lotto-Soudal LTS | Lotto-Soudal LTS         | Lotto-Soudal LTS |
| ---------------- | ------------------------ | ---------------- |
| Nr.              | Rytter                   | Placering        |
| 141              | Sander Armée (BEL)       | 47.              |
| 142              | Carl Fredrik Hagen (NOR) | 18.              |
| 143              | Bjorg Lambrecht (BEL)    | DNF-3            |
| 144              | Tomasz Marczyński (POL)  | 62.              |
| 145              | Harm Vanhoucke (BEL)     | 88.              |
| 146              | Jelle Wallays (BEL)      | DNF-6            |
| 147              | Enzo Wouters (BEL)       | DNF-6            |

| CCC Team CCC | CCC Team CCC         | CCC Team CCC |
| ------------ | -------------------- | ------------ |
| Nr.          | Rytter               | Placering    |
| 151          | Amaro Antunes (POR)  | 75.          |
| 152          | Simon Geschke (GER)  | 19.          |
| 153          | Kamil Gradek (POL)   | 85.          |
| 154          | Jakub Mareczko (ITA) | DNS-6        |
| 155          | Łukasz Owsian (POL)  | 42.          |
| 156          | Serge Pauwels (BEL)  | 63.          |
| 157          | Paweł Bernas (POL)   | 100.         |

| Katusha-Alpecin TKA | Katusha-Alpecin TKA    | Katusha-Alpecin TKA |
| ------------------- | ---------------------- | ------------------- |
| Nr.                 | Rytter                 | Placering           |
| 161                 | Enrico Battaglin (ITA) | 92.                 |
| 162                 | Matteo Fabbro (ITA)    | 14.                 |
| 163                 | Reto Hollenstein (SUI) | 102.                |
| 164                 | Pavel Kotjetkov (RUS)  | 55.                 |
| 165                 | Daniel Navarro (ESP)   | 32.                 |
| 166                 | Simon Špilak (SLO)     | DNF-6               |
| 167                 | Dmitrij Strakhov (RUS) | DNF-7               |

| Dimension Data TDD | Dimension Data TDD      | Dimension Data TDD |
| ------------------ | ----------------------- | ------------------ |
| Nr.                | Rytter                  | Placering          |
| 171                | Mark Cavendish (GBR)    | DNS-6              |
| 172                | Stefan de Bod (RSA)     | 86.                |
| 173                | Bernhard Eisel (AUT)    | DNF-6              |
| 174                | Enrico Gasparotto (ITA) | 37.                |
| 175                | Gino Mäder (SUI)        | DNS-5              |
| 176                | Ben O'Connor (AUS)      | 71.                |
| 177                | Jacobus Venter (RSA)    | 104.               |

| Polen POL | Polen POL        | Polen POL |
| --------- | ---------------- | --------- |
| Nr.       | Rytter           | Placering |
| 181       | Paweł Cieślik    | 83.       |
| 182       | Paweł Franczak   | DNF-7     |
| 183       | Jakub Kaczmarek  | DNF-7     |
| 184       | Adrian Kurek     | DNF-6     |
| 185       | Maciej Paterski  | 101.      |
| 186       | Szymon Rekita    | 50.       |
| 187       | Marek Rutkiewicz | 60.       |

| Cofidis, Solutions Crédits COF | Cofidis, Solutions Crédits COF | Cofidis, Solutions Crédits COF |
| ------------------------------ | ------------------------------ | ------------------------------ |
| Nr.                            | Rytter                         | Placering                      |
| 191                            | Darwin Atapuma (COL)           | DNF-7                          |
| 192                            | Nicolas Edet (FRA)             | 15.                            |
| 193                            | Filippo Fortin (ITA)           | DNF-1                          |
| 194                            | Jesper Hansen (DEN)            | DNF-7                          |
| 195                            | José Herrada (ESP)             | 70.                            |
| 196                            | Mathias Le Turnier (FRA)       | 68.                            |
| 197                            | Luis Ángel Maté (ESP)          | DNF-1                          |

| Gazprom-RusVelo GAZ | Gazprom-RusVelo GAZ               | Gazprom-RusVelo GAZ |
| ------------------- | --------------------------------- | ------------------- |
| Nr.                 | Rytter                            | Placering           |
| 201                 | Ildar Arslanov (RUS)              | DNF-6               |
| 202                 | Nikolaj Tjerkasov (RUS)           | 56.                 |
| 203                 | Ivan Rovnyj (RUS)                 | 45.                 |
| 204                 | Jevgenij Sjalunov (RUS)           | 93.                 |
| 205                 | Sergej Sjilov (RUS)               | DNF-6               |
| 206                 | Mamyr Stasj (RUS)                 | DNF-6               |
| 207                 | Aleksandr Vlasov (RUS) (landevej) | DNF-3               |

| Team Novo Nordisk TNN | Team Novo Nordisk TNN | Team Novo Nordisk TNN |
| --------------------- | --------------------- | --------------------- |
| Nr.                   | Rytter                | Placering             |
| 211                   | Sam Brand (GBR)       | 105.                  |
| 212                   | Joonas Henttala (FIN) | DNF-6                 |
| 213                   | Brian Kamstra (NED)   | DNF-6                 |
| 214                   | Péter Kusztor (HUN)   | 78.                   |
| 215                   | David Lozano (ESP)    | 99.                   |
| 216                   | Andrea Peron (ITA)    | 107.                  |
| 217                   | Charles Planet (FRA)  | 110.                  |